# Oblučenskij rajon
L'Oblučenskij rajon (in russo Облученский район?; in yiddish אבלוטשיער ראיאן‎?, Oblutschier rajon) è un rajon dell'Oblast' autonoma ebraica, nella Russia asiatica; il capoluogo è Obluč'e. Istituito nel 1945, ricopre una superficie di 13.300 chilometri quadrati e consta di una popolazione di circa 33.200  abitanti.

## Centri abitati
- Obluč'e
- Bira
- Birakan
- Izvestkovyj
- Kul'dur
- Londoko-zavod
- Teploozërsk
- Chingansk
- Abramovka
- Bašurovo
- Budukan
- Dvureč'e
- Zarečnoe
- Kimkan
- Lagar-Aul
- Londoko
- Novyj
- Paškovo
- Radde
- Rudnoe
- Semistočnyj
- Snarskij
- Solov'ëvka
- Sutara
- Tëplye Ključi
- Trek